# New Straits Times
Le New Straits Times est un journal quotidien de langue anglaise publié à Kuala Lumpur en Malaisie.

## Histoire
Le journal était à l'origine une édition régionale du quotidien de Singapour The Straits Times et devint le New Straits Times en 1965, lorsque la cité-État de Singapour se sépara de la fédération de Malaisie pour devenir une république indépendante.
Il est publié par New Straits Times Press (NSTP), éditeur malaisien appartenant au groupe Media Prima, lui-même en partie détenu par Malaysia Resources Corporation Berhad, proche de l'Organisation nationale pour l'unité malaise (United Malays National Organisation ou UMNO), le principal parti politique malaisien,.
D'abord publié au format broadsheet, il adopte le format tabloïd en 2005.